# Virginal (Dietrichepik)
Die Virginal ist ein Text der aventiurehaften Dietrichepik, der auch als Dietrich und seine Gesellen, Dietrichs Drachenkämpfe oder Dietrichs erste Ausfahrt betitelt wird. Entstanden wohl im 13. Jahrhundert im schwäbisch-alemannischen Raum, wurde sie im Bernerton abgefasst.
Die Dichtung der deutschen Heldensage schildert die ersten Abenteuer des jugendlichen Dietrich von Bern. Mit Hildebrand ausziehend, befreit er die Königin Virginal von Tirol, welche von dem Heiden Orkise bedrängt wird, und kämpft dann siegreich gegen die Riesen und Drachen im Gebirge. Das Ganze schließt mit Turnieren und Festen.

## Die Überlieferungen
Die vollständig erhaltenen Handschriften enthalten selbständige Textversionen, darum unterscheidet man zwischen Heidelberger, Dresdner und Wiener Virginal. Neben diesen vollständigen Handschriften gibt es noch 10 Fragmente, die im Wesentlichen mit der Heidelberger Virginal übereinstimmen.
Im Heidelberger Virginal (Cpg 324; Papierhandschrift, um 1440, 1097 Strophen) ziehen Hildebrand und Dietrich ins Waldgebirge von Tirol, um gegen den Heiden Orkise zu kämpfen, der in das Land der Königin Virginal eingefallen ist. Hildebrand findet ein Mädchen aus Virginals Gefolge, das zum Tribut für Orkise bestimmt ist. Er besiegt Orkise. Dietrich ist inzwischen in Kampf mit einer ganzen Schar von Heiden verwickelt. Hildebrand hilft ihm, sie zu besiegen. Das Mädchen lädt die beiden nach Königin Virginals Residenz Jeraspunt ein. Sie geht voraus, Virginal schickt ihnen den Zwerg Bibung entgegen. Dietrich und Hildebrand sind aber in einen Kampf gegen Drachen geraten. Einer davon hat einen Ritter im Maul. Hildebrand kann den Drachen töten, der Ritter ist Rentwin, Sohn des Helferich und ein Großneffe Hildebrands. Hildebrand und Dietrich gehen nach Arona, der Residenz von Rentwins Eltern Helferich und Portalaphe. Dort findet sie Bibung und überbringt Virginals Einladung. 14 Tage später brechen Hildebrand und Dietrich mit Helferich und Gefolge auf. Dietrich reitet voraus, verirrt sich, gelangt zur Burg Muter. Der Riese Wicram, mit anderen Riesen im Dienste von Nitger, dem Burgherrn von Muter, überwältigt ihn und bringt ihn zu Nitger, der ihn gefangen setzt. Doch kümmert sich Nitgers Schwester Ibelin um Dietrich. Sie sendet eine Nachricht nach Jeraspunt. Daraufhin holt man Dietrichs Gefolgsleute aus Bern, den König Iman von Ungarn und Biterolf und Dietleib zu Hilfe. Nach Sammlung in Jeraspunt ziehen sie nach Muter. In elf Zweikämpfen werden alle Riesen erschlagen. Nitger muss sein Land von Dietrich zu Lehen nehmen. Auf dem Weg nach Jeraspunt kommt es wieder zu elf Einzelkämpfen mit Riesen und wieder zu Drachenkämpfen. Angekommen gibt es ein großes Fest. Auf eine Nachricht von einer drohenden Belagerung Berns hin kehren Dietrich und seine Gesellen nach Hause zurück.
Im Dresdner Virginal (Mscr. M 201; Papier, 1472, Teil des Dresdner Heldenbuches, 130 Strophen) fehlt der Muter-Teil. Im Arona-Teil kommt Fürst Libertin von Palerne nach Arona, fordert Dietrich zum Zweikampf, wird besiegt und schließt mit ihm Freundschaft. Hildebrand, Helferich, Rentwin sowie Libertin werden auf dem Weg von Arona nach Jeraspunt von Janapas, dem Sohn Orkises, nach Burg Orteneck eingeladen. Dort geraten sie in einen Hinterhalt, müssen mit Löwen, Janapas und seinen Leuten kämpfen und können drei weitere Mädchen befreien, die Orkise als Tribut nach Orteneck gebracht hatte. Dietrich hat unterdessen einen Eber erlegt, doch muss er gegen einen Riesen kämpfen, der das Jagdrecht in diesem Gebiet in Anspruch nimmt. Dietrich besiegt ihn und nimmt ihn gefangen. Dann ziehen sie nach Jeraspunt, das Fest dort endet mit der Heirat von Dietrich und Virginal.
Die Wiener Virginal (ÖNB, Cod. 15478; Papier, 1480/90, 866 Strophen) ist ein Mischtext aus Heidelberger- und Dresdner Virginal. Sie enthält auch die Libertin- und Janapas-Episode, Dietrichs Eberjagd mit Riesenkampf und seine Hochzeit mit Virginal.

## Das Motiv des Halbverschlungenen
Das Motiv mit dem Ritter im Maule eines Drachen findet sich auch in der Thidrekssaga. Dort heißt der Ritter aber Sintram (oder Sistram) und wird von einem Flugdrachen im Maul gehalten. Fasold, in der Thidrekssaga ein Gefährte Dietrichs, reißt ein Schwert aus dem Rachen des Ungeheuers und kann den Drachen damit töten. Wie Rentwin ist Sintram mit Hildebrand verwandt: Hildebrand ist Sohn des Reginbald. Reginbalds Bruder ist Boltram, Sintram ist Boltrams Enkel. Da die Namen der Thidrekssaga von denen der Virginal unterschiedlich sind, kann man annehmen, dass die Thidrekssaga bei dieser Episode nicht direkt auf die Virginal zurückgreift, sondern auf eine mit der Virginal gemeinsame ursprünglichere Erzähltradition.
Auch in der ‚Berner Chronik‘ des Konrad Justinger von 1420/30 wird eine schweizerische Lokalsage erwähnt, bei der ein Sintram vorkommt: die Festung Burgdorf wurde von den Brüdern Sintram und Baltram erbaut. In der Nähe dieser Festung befand sich eine große Höhle, wo ein Drache hauste. Dieser verschlang Baltram, doch Sintram konnte seinen Bruder lebendig aus dem Drachen herausschneiden.
Das Motiv des Halbverschlungenen findet sich auch in einer Geschichte von Sindbad dem Seefahrer, der eine Schlange durch einen gezielten Schlag mit seinem goldenen Stab dazu bringt, einen bis zum Nabel verschluckten Mann wieder auszuspeien.
Seit dem 14. Jahrhundert trägt das Wappen der Visconti, die seit 1277 im Besitz der Burg Arona am Südende des Lago Maggiore sind, eine Schlange, die einen nackten Knaben bis zur Taille verschlungen hat.
Bildliche Darstellungen eines von einem Drachen halb verschlungenen Mannes finden sich auch in einem Fries der Außenwand der Abteikirche Andlau im Elsass (1130/40), einer Kapitellplastik im Chorumgang des Basler Münsters (nach 1185) und der Initiale zu Psalm 69 im Albani-Psalter (12. Jh. – Christus zieht einen Menschen aus dem Schlund des Drachen). Nicht alle diese bildlichen Darstellungen müssen sich also auf eine Urfassung der Virginal beziehen, sondern können schon früh zu einem Teil der christlichen Ikonographie geworden sein, in der der Drache als Symbol des Bösen verwendet wird.